# Bisericile rupestre din România și Republica Moldova
Bisericile rupestre din România și Republica Moldova reprezintă complexe de vestigii rupestre – cu origine preponderentă medievală și funcții cultice creștine, atestate pe raza teritoriului național românesc. Amenajările respective au  servit atât ca spații de locuit cât și ca lăcașuri de cult, datele arheologice evidențiind perioade diferite de locuire.

## Apariție, evoluție și dezvoltare
O multitudine de sihăstrii rupestre au apărut de-a lungul timpului pe teritoriul României. Dintre acestea – în sens istoric, au supraviețuit peste 300 – aflate îndeosebi în zona montană și, în general, au marcat toponimia locurilor.

## Localizări

### Alte biserici rupestre
Dobrogea
- Peștera Sfântului Andrei

- Biserica rupestră a Schitului Sfântul Gherman din Pădurea Canareaua Fetii
- Cișmeaua Mihai Eminescu - peșteră cu funcții cultice situată în apropiere de șoseaua Constanța – Ostrov
- Peștera cu sarcofage de la Olteni
- Muntenia

Bisericile rupestre de la Șinca Veche
„Triunghiul sacru” din județul Argeș
- Corbii de Piatră

- Nămăești

- Cetățuia Negru-Vodă

- Mănăstirea Peștera de la obârșia Ialomiței

### Bisericile rupestre din Basarabia
S-au identificat mai mult de 42 de incinte, acum abandonate. În cea mai mare parte, schiturile rupestre se află pe dreapta Nistrului, mai puțin Mănăstirea Roghi.
Locații:
- Mănăstirile rupestre din Orheiul Vechi (Schitul lui Bosie, Mănăstirea Peștera, ansamblul de lângă Peștera, Stânca Alpiniștilor, Stânca Corbului, Stânca Chilior)

- Biserica rupestră „Buna Vestire” – Complexul mohanal Saharna

- Biserica rupestră „Înălțarea Sfintei Cruci” – Mânăstirea Japca

- Mânăstirea rupestră Țîpova

- Mănăstirea Roghi

### Chilii și peșteri asociate
Locații:
- Chilia lui Daniil Sihastrul
- Chilia lui Ambrosie - din stânca Piatra Șoimului de la Năeni
- Chiliile rupestre de la Dobrota
- Chilia lui Bechir - din malul de cretă al Râpei Bechir din Soroca, Republica Moldova
- Grota lui Iustin Karmaliuk - lângă satul Valea Adâncă, Republica Moldova